# Leptarthra
Leptarthra is een geslacht van kevers uit de familie bladkevers (Chrysomelidae).
De wetenschappelijke naam van het geslacht werd in 1861 gepubliceerd door Joseph Sugar Baly.

## Soorten
- Leptarthra abdominalis Baly, 1861
- Leptarthra aenea Laboissiere, 1926
- Leptarthra auriculata (Laboissiere, 1931)
- Leptarthra collaris Baly, 1878
- Leptarthra fasciata (Jacoby, 1894)
- Leptarthra gebieni (Weise, 1922)
- Leptarthra nigropicta (Fairmaire, 1889)
- Leptarthra pici Laboissiere, 1934
- Leptarthra ventralis Harold, 1880